# 960-as évek
Századok: 9. század – 10. század – 11. század
Évtizedek: 910-es évek – 920-as évek – 930-as évek – 940-es évek – 950-es évek – 960-as évek – 970-es évek – 980-as évek – 990-es évek – 1000-es évek – 1010-es évek
Évek: 960 961 962 963 964 965 966 967 968 969

## Események
- A Kazár királyságot megtámadja és legyőzi a Kijevi Rusz (965)

## Államok vezetői
- Taksony magyar fejedelem (Magyar Fejedelemség) (955–971† )